# Eunhyuk
Eunhyuk (은혁?, 銀赫?, Eun-hyeokLR, ŬnhyŏkMR), pseudonimo di Lee Hyuk-jae (이혁재?, 李赫宰?, I Hyeok-jaeLR, I HyŏkchaeMR; Gyeonggi, 4 aprile 1986), è un cantante, attore e ballerino sudcoreano, membro della boy band Super Junior e della sua sotto-unità Super Junior-M. Main Dancer, Main Rapper e Vocalist del gruppo. Fa anche parte della Unit "SM The Performance", composta dai migliori ballerini dell'agenzia.

## Biografia
Eunhyuk nasce a Goyang, in Corea del Sud, il 4 aprile 1986. Cresciuto in una famiglia economicamente poco agiata, da bambino nutre interesse per le performance di strada. Ispirato da figure come Jang Woo-hyuk degli HOT, Michael Jackson e Yoo Seung-jun, Eunhyuk inizia a praticare il ballo da autodidatta. Nella scuola elementare forma un gruppo di ballerini chiamato SRD, acronimo di Song Rap and Dance, assieme agli amici d'infanzia Kim Junsu, Hwang Tae-jun e Choi Min-seok. Il gruppo riscuote successo a livello locale, tanto da apparire sulle copertine di un quotidiano.

## Carriera

### Super Junior
Eunhyuk debuttò ufficialmente nel gruppo dei Super Junior il 6 novembre 2005 esibendosi con il singolo "Twins (Knock Out)", tratto dal primo album SuperJunior05 (TWINS), uscito un mese dopo. Con il trascorrere degli anni, i Super Junior divennero una delle più importanti band sudcoreane, sempre in testa alle classifiche di vendita.
Nell'aprile 2008, Eunhyuk entrò a far parte della sotto-unità di sette membri Super Junior-M, gruppo di genere mandopop destinato al mercato cinese. Debuttarono con "U" l'8 aprile di quell'anno.

## Discografia
Per le opere con le Super Junior, si veda Discografia dei Super Junior.

## Filmografia

### Drama televisivi
- Nonstop (논스톱) – serial TV (2005)
- Dream High (드림하이) - serie TV, episodio 13 (2011)
- Dream High 2 (드림하이 2) – serial TV (2012)
- I Love Lee Taly (아이 러브 이태리) – serial TV, episodio 12 (2012)

### Cinema
- Kkonminam yeonswae tereosageon (꽃미남 연쇄 테러사건), regia di Lee Kwon (2007)
- I AM. (아이엠), regia di Choi Jin Sung (2012)
- SMTown: The Stage - (2015)

### Televisione
- Music Station (ミュージックステーション) - programma televisivo (2005)
- X-Man (X맨) - programma televisivo, episodio 111 (2005)
- A Date with Luyu (鲁豫有约) - programma televisivo (2005)
- Emergency Escape Number 1 (위기탈출 넘버원) - programma televisivo (2006-2007)
- Love Letter (리얼로망스 연애편지) - programma televisivo, episodio 97 (2006)
- Kiss the Radio (키스 더 라디오) - programma televisivo (2006-2011)
- Mystery 6 (미스터리 추적6) - programma televisivo (2006)
- Super Junior Full House (슈퍼주니어의 풀하우스) - programma televisivo (2006)
- Super Adonis Camp (미소년 합숙 대소동) - programma televisivo (2006)
- Super Junior Mini-Drama (대결! 슈퍼주니어의 자작극) - programma televisivo (2006)
- Star King (스타킹) - programma televisivo, episodi 9, 12-13, 17, 38, 47, 57, 59-60, 68-73, 75, 78, 109-119, 123, 126-130, 135-176, 178, 182-191, 193-194, 196, 198, 202, 224 (2007, 2008, 2009, 2010, 2011)
- Explorers of the Human Body (인체탐험대) - programma televisivo (2007)
- Idol Show 1 (아이돌 군단의 떴다! 그녀) - programma televisivo (2008)
- We Got Married 1 (우리 결혼했어요) - reality show, episodi 45, 50 (2009)
- Girls' Generation Goes to School (소녀 학교에 가다) - programma televisivo, episodi 2, 4, 6, 8 (2009)
- Strong Heart - programma televisivo, episodi 2-19, 22-46, 49-66, 69-70, 84-99, 102, 105-112, 115-116, 119-122, 127-134, 137-147, 149-158 (2009-2013)
- Let's Go! Dream Team Season 2 (출발 드림팀 - 시즌 2) - programma televisivo, episodi 1-2, 5-9, 16-17, 20, 23-26, 28, 33, 36, 40, 87, 98, 303 (2009, 2015)
- Show! Eum-ak jungsim (쇼! 음악중심) - programma televisivo, episodi 211, 226, 318, 423-424 (2010, 2012)
- SHINee Hello Baby (샤이니의 헬로 베이비) - programma televisivo, episodio 5 (2010)
- Happy Together 3 (해피투게더) - programma televisivo, episodio 152 (2010)
- Infinite Challenge (무한도전) - programma televisivo, episodio 210 (2010)
- Radio Star (황금어장 라디오스타) - programma televisivo, episodi 155, 248-249, 397, 436, 537 (2010, 2012, 2014, 2015, 2017)
- Idol Star Athletics Championships (아이돌 스타 육상 선수권대회) - programma televisivo (2010)
- Oh! My School (오! 마이 스쿨) - programma televisivo, episodi 2, 5-7 (2010)
- Super Junior's Foresight (슈퍼주니어의 선견지명) - programma televisivo (2010)
- Heroes (영웅호걸) - programma televisivo, episodio 22 (2010)
- We Got Married (우리 결혼했어요) - reality show, episodi 104,105, 108 (2011)
- King of Idol (아이돌의제왕) - programma televisivo (2011)
- Hello Counselor 1 (안녕하세요 시즌1) - programma televisivo, episodi 41, 85, 100, 131, 349 (2011, 2012, 2013, 2018)
- 2011 Idol Star Athletics Championships (2011 아이돌스타 육상 선수권 대회) - programma televisivo (2011)
- Sistar & LeeTeuk's Hello Baby - programma televisivo, episodi 5, 7 (2011)
- Girls' Generation and the Dangerous Boys (소녀시대와 위험한 소년들) - programma televisivo, episodio 8 (2012)
- Immortal Songs: Singing the Legend (불후의 명곡 - 전설을 노래하다) - programma televisivo, episodio 58 (2012)
- 100 Million Quiz Show (세대공감 1억 퀴즈쇼) - programma televisivo, episodio 28 (2012)
- Running Man (런닝맨) - programma televisivo, episodi 104, 266, 376, 589-590 (2012, 2015, 2017, 2022)
- 2012 Idol Star Olympics Championships (2012 아이돌 스타 올림픽) - programma televisivo (2012)
- Weekly Idol (주간 아이돌) - programma televisivo, episodi 60-61, 328-329, 444-445, 456- (2012, 2017, 2020, 2021)
- Lee Soo Geun and Kim Byung Man's High Society (이수근 김병만의 상류사회) - programma televisivo, episodi 55-57 (2012)
- Barefooted Friends (맨발의 친구들) - programma televisivo, episodi 1-3, 6-15 (2013)
- Exo's Showtime (EXO's 쇼타임) - programma televisivo, episodio 1 (2013)
- The Genius - Season 2 (더 지니어스: 룰 브레이커) - programma televisivo, episodio 10 (2014)
- The Ultimate Group (最强天团) - programma televisivo, episodio 1 (2014)
- Star Flower (별바라기) - programma televisivo, episodio 12 (2014)
- Music Bank (뮤직뱅크) - programma televisivo, episodi 754, 778-779 (2014, 2015)
- A Song For You 3 - programma televisivo, episodio 14-15, 24 (2014)
- Super Junior-M's Guest House (슈퍼주니어M의 게스트하우스) - programma televisivo (2014, 2015)
- Human Condition (인간의 조건) - programma televisivo, episodio 86-88 (2014)
- Bijeongsanghoedam (비정상회담) - programma televisivo, episodio 20 (2014)
- Super Junior's One Fine Day (슈퍼주니어의 어느 멋진 날) - programma televisivo (2014)
- Ch. Girl's Generation (채널 소녀시대) - programma televisivo, episodi 1-2 (2015)
- M Countdown (엠카운트다운) - programma televisivo, episodi 435, 439, 453 (2015)
- The dream team to China and South Korea (中韩梦之队) - programma televisivo, episodi 4, 7, 10 (2015)
- Love music - programma televisivo (2015)
- Be the Idol (唱游天下) - programma televisivo, episodio 1 (2015)
- Mickey Mouse Club (미키마우스 클럽) - programma televisivo, episodi 10-11 (2015)
- Oppa Thinking (오빠생각) - programma televisivo (2017)
- SJ Returns (슈주 리턴즈) - programma televisivo, episodi 1-60 (2017)
- Wednesday Food Talk (수요미식회) - programma televisivo, episodio 140 (2017)
- Master Key (마스터 키) - programma televisivo, episodi 2-3, 6 (2017)
- Knowing Bros (아는 형님) - programma televisivo, episodi 100, 136, 200, 216, 259, 300-301 (2017, 2018, 2020, 2021)
- Life Bar (인생술집) - programma televisivo, episodio 44 (2017)
- After Mom Goes to Sleep (엄마가 잠든 후에) - programma televisivo, episodio 54 (2018) 01/02/2018
- SJ Returns: PLAY The Unreleased Video Clips! (슈주 리턴즈 미공개 영상 PLAY) - programma televisivo (2018)
- Super Junior's Super TV 1 (슈퍼TV) - programma televisivo (2018)
- Let's Eat Dinner Together (한끼줍쇼) - programma televisivo, episodio 79 (2018)
- WHYNOT – The Dancer (WHYNOT-더 댄서) - programma televisivo (2018)
- The Return of Superman (슈퍼맨이 돌아왔다) - programma televisivo, episodio 224 (2018)
- Super Junior's Super TV 2 (슈퍼TV) - programma televisivo (2018)
- Looking for Trouble Season 2: Paradise (사서고생 시즌2: 팔아다이스) - programma televisivo (2018)
- Cheongdam Keytchen (청담Key친) - programma televisivo, episodio 1 (2018)
- K-RUSH 3 (KBS World Idol Show K-RUSH Season 3) - programma televisivo, episodi 26 (2018)
- Amazing Saturday (놀라운 토요일) - programma televisivo, episodi 23, 107, 152, 210 (2018, 2020, 2021, 2022)
- Under Nineteen (언더나인틴) - programma televisivo (2018, 2019)
- SJ Returns 2 (슈주 리턴즈2) - programma televisivo, episodi 19-24, 42-46 (2018)
- The Original D&E Documentary (원본 D&E 문서) - programma televisivo (2019)
- Ask Us Anything Fortune Teller (무엇이든 물어보살) - programma televisivo, episodio 4 (2019)
- Stage K (스테이지K) - programma televisivo, episodio 3 (2019)
- Video Star 2 (비디오스타) - programma televisivo, episodio 142 (2019)
- Today's Fortune (오늘의 운세) - programma televisivo, episodio 7-12, 17-18 (2019)
- SJ Returns 3 (슈주 리턴즈3) - programma televisivo (2019)
- RUN.wav (런웨이브) - programma televisivo, episodio 19 (2019)
- Analog Trip (아날로그 트립) - programma online (2019)
- My Little Old Boy (미운 우리 새끼) - programma televisivo, episodio 160, 227, 232 (2019)
- Idol Room (아이돌룸) - programma televisivo, episodio 72 (2019)
- Hidden Track (히든트랙) - programma televisivo, episodio 3 (2019)
- Five Cranky Brothers (괴팍한 5형제) - programma televisivo, episodio 2 (2019)
- Bongmyeon ga-wang (미스터리 음악쇼 복면가왕) - programma televisivo, episodi 235-236 (2019)
- 2020 DREAM CONCERT 'CONNECT:D' - programma online (2020)
- D Forum (SDF 2020)'NO CHALLENGE? NO CHANGE!' - trasmissione web (2020)
- I Can See Your Voice 7 (너의 목소리가 보여7) - programma televisivo, episodio 3 (2020)
- YA! Me too (YA! 너두) - programma televisivo, episodio 2 (2020)
- SJ Returns 4 (슈주 리턴즈 4) - programma televisivo (2020)
- Oh! My Part, You (오! 나의 파트, 너) - programma televisivo, episodio 8 (2020)
- All The Butlers (집사부일체) - trasmissione televisiva, episodio 125 (2020)
- Point of Omniscient Interfere (전지적 참견 시점) - programma televisivo, episodi 114, 120-121, 144-145 (2020, 2021)
- Dong Dong Shin Ki (동동신기) - programma televisivo, episodi 6, 12-13 (2020)
- Cash Back (캐시백) - programma televisivo, episodio 3 (2020)
- Back to the Idol (빽 투더 아이돌) - programma televisivo (2020)
- Favorite Entertainment (최애 엔터테인먼트) - programma televisivo, episodio 11 (2020)
- PARTY B - programma televisivo (2020)
- Top 10 Student (전교톱10) - programma televisivo, episodi 1-10 (2020)
- Eunhyuk's Clothing (은혁의 옷피셜) - trasmissione online (2020, 2021)
- SJ News - programma web (2020)
- Things That Make Me Groove (언제까지 어깨춤을 추게 할 거야) - programma online, episodi 2, 6, 9-10 (2020, 2021)
- After_zzZ (아빠 안 잔다) - programma web, episodio 8 (2020)
- Choi Shi Won's Fortune Cookie (최시원의 포춘쿠키) - programma televisivo, episodi 28, 33-34 (2020)
- IDOL VS. IDOL (SUPERJUNIORのアイドルVSアイドル) programma televisivo, episodi 17-20 (2020)
- War of Famous Paintings (명화들의 전쟁) - programma web (2020)
- Mr. House Husband 2 (살림하는 남자들) - programma televisivo, episodi 208- (2021)
- Season B Season (시즌비시즌) - programma televisivo, episodi 28-29 (2021)
- The Stage of Legends - Archive K (전설의 무대 아카이브K) - programma televisivo, episodio 10 (2021)
- The House Detox (신박한 정리) - programma televisivo, episodio 35 (2021)
- Super Junior House Party Comeback Show (슈퍼주니어 컴백쇼) - programma televisivo (2021)
- I Can See Your Voice 8 (너의 목소리가 보여8) - programma televisivo, episodio 8 (2021)
- On Air: The Secret Contract (온에어: 비밀계약) - programma televisivo (2021)
- SJ Global (SJ 글로벌) - programma televisivo (2021)
- Where is My Home (구해줘! 홈즈) - programma televisivo, episodio 102 (2021)
- Miscellaneous Goods (잡동산) - programma televisivo (2021)
- D&E Show (댸니쇼) - programma televisivo (2021-)
- Idol Dictation Contest (아이돌 받아쓰기 대회) - programma televisivo (2021)
- Born Haters - programma televisivo, episodio 7 (2021)
- Back to the Idol 2 (빽투더아이돌2) - programma televisivo (2021)
- Q&A With E.L.F. - programma televisivo (2021)
- Legendary Soonkyu (전설의 연습생) - programma televisivo, episodio 1 (2021)
- Countdown to Zero - programma televisivo (2021)
- Idol Dictation Contest 2 (아이돌 받아쓰기 대회 2) - programma televisivo (2021-2022)
- Idolympic (아이돌림픽) - programma televisivo, episodi 9-10 (2021)
- Dolsing Fourmen (신발 벗고 돌싱포맨) - programma televisivo, episodio 32 (2022)
- Battle Again: The Battle of Famous Singers (배틀어게인-유명가수전) - programma televisivo, episodio 12 (2022)
- Street Man Fighter  (스트릿 맨 파이터) - programma televisivo (2022)